# Justus Dahinden

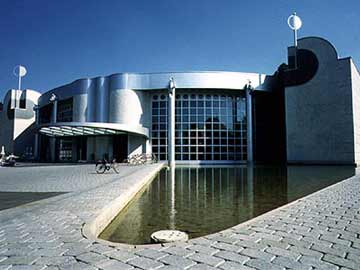
Justus Dahinden: Migros OM Supermarket in Bern-Ostermundigen (1987).

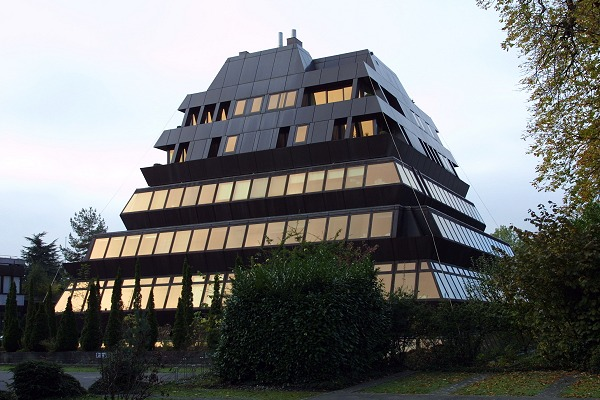
Justus Dahinden: Ferrohouse in Zürich (1970).

Justus Dahinden, född 18 maj 1925 i Zürich, Schweiz, död 11 april 2020 i Zürich, var en schweizisk arkitekt, konstnär och författare.

## Pris
- 1981 Grand Prix d'Architecture 1981, CEA Cercle d'Ètudes Architecturales, Paris
- 1981 INTERARCH 81, World Triennial of Architecture, Sofia, Medal and Prize of the City of Nates for Habitat in Iran
- 1983 INTERARCH 83,World Triennial of Architecture, Competition HUMA 2000, Sofia, Medal and Prize of the National Committee of Peace of Bulgaria for the Project "Stadthügel" ("Urban Mound")
- 1985 INTERARCH 85, World Triennial of Architecture, Sofia, Award for competition of projects and realizations, personal work
- 1989 INTERARCH 89, World Triennial of Architecture, Sofia, Award for the Biography "Justus Dahinden-Architektur-Architecture"
- 2003 Nomination for Mies van der Rohe Award for European Architecture (St. Franziskus Church and Minoriten-Ministry in Bratislava; in Co-operation with STUDIO FOR)